# Stazione di San Zeno-Folzano
La stazione di San Zeno-Folzano è una stazione ferroviaria posizionata alla diramazione tra le linee Brescia-Cremona e Brescia-Parma all'interno del comune di San Zeno Naviglio.

## Storia
La stazione fu concepita agli inizi degli anni Sessanta del XIX secolo come fermata della costruenda Pavia-Cremona-Brescia. Fu situata a metà strada fra i comuni di San Zeno Naviglio e Folzano, ora quartiere di Brescia, che le diedero il nome.
Alla fine degli anni ottanta, durante la fase di progettazione della linea ferroviaria Parma-Brescia-Iseo, la stazione fu scelta come scalo di testa per la tratta che avrebbe collegato il capoluogo bresciano alla cittadina di Piadena, dove si assestava a quel tempo la ferrovia in direzione Parma. La linea fu attivata il 1º agosto 1893.
Dopo la seconda guerra mondiale, il piazzale binari della stazione fu allargato per far fronte alle esigenze delle industrie metallurgiche che sono sorte nelle vicinanze.
Negli anni novanta del XX secolo, la posizione geografica della stazione, tra due linee dotate di traffico considerevole e circondata da industrie allacciate a queste ultime, ha permesso che le Ferrovie dello Stato mantenessero del personale nel fabbricato viaggiatori.

## Strutture ed impianti
L'impianto, gestito da Rete Ferroviaria Italiana, è presenziato da un Dirigente Movimento, che gestisce il traffico ferroviario sulla stessa in coordinamento con quanto stabilito dal Dirigente Centrale avente sede presso Milano Lambrate.

### Il fabbricato viaggiatori
L'edificio è composto di tre corpi in muratura. Quello centrale si tratta della costruzione originaria, mentre i due corpi laterali sono stati aggiunti successivamente.
L'impianto originario è stato costruito sulla base della tipica impostazione risalente alla fine XIX secolo: è dotato di due livelli, di cui il primo riservato ai viaggiatori e alla gestione della linea, mentre il secondo è riservato all'abitazione del capo stazione, a pianta rettangolare e tetto a due spioventi. I due corpi laterali sono ad un unico livello e sono riservati al magazzino, all'Ufficio Movimento, che si occupa di gestire la circolazione della linea nei pressi dell'impianto, e ai gabinetti.
È presente, in tutta la lunghezza dell'edificio, una pensilina in muratura per la protezione dei viaggiatori del primo binario.

### Fascio binari
Il piazzale è composto da quattro binari. Tre di questi sono dedicati anche al servizio passeggeri e sono dotati di banchina accessibile agli utenti.
Il primo binario è la parte terminale del tronco Piadena-San Zeno della ferrovia Parma-Brescia ed è contrassegnato dalla progressiva chilometrica di quest'ultima. Il secondo binario, invece, appartiene alla Brescia-Olmeneta della ferrovia Brescia-Cremona, sebbene sia utilizzato anche per gli incroci dei convogli diretti o provenienti da Parma. Il terzo binario è utilizzato per permettere l'incrocio dei treni in direzione Cremona, anche se è raro il suo impiego dal punto di vista del servizio passeggeri. L'impiego del quarto binario è rivolto al transito dei treni merci in casi eccezionali; più spesso su di esso sono svolte manovre per la composizione dei convogli destinati al trasporto di merci o per le manovre di ingresso dei vicini stabilimenti.
Il piazzale è raccordato infine a due stabilimenti siderurgici, la Franchini Lamiere e la Duferdofin, e ad un deposito di rottami metallici, un tempo stabilimento della SiderAL.

## Movimento
La stazione è servita da treni regionali delle linee Brescia-Cremona e Brescia-Parma, operati da Trenord nell'ambito del contratto di servizio stipulato con le regioni coinvolte.
L'impianto è inoltre interessato da traffico merci originato dalle imprese siderurgiche raccordate.

## Servizi
La stazione dispone di:
- Biglietteria automatica
- Servizi igienici